# Pieter Scharroo

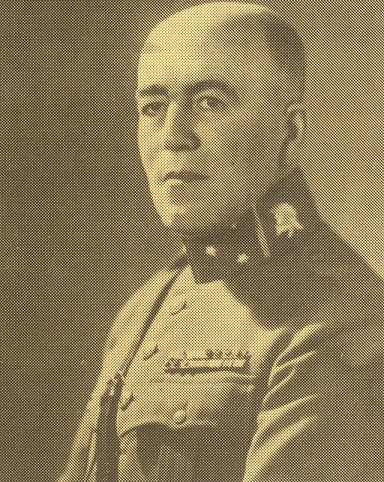
Pieter Scharroo

Pieter Wilhelmus Scharroo (Den Haag, 16 september 1883 – aldaar, 19 augustus 1963) Hij was, na zijn studie aan de KMA te Breda, van 1904 tot 1940 werkzaam als officier bij de Genie en enige jaren als leraar waterbouwkunde aan de KMA in Breda. Hij was bevelhebber van de Nederlandse troepen tijdens de Slag om Rotterdam na de Duitse aanval op Nederland in 1940 op 10 mei. Terwijl hij op 14 mei met Duitse bevelhebbers onderhandelde over de overgave van de stad, vond het Bombardement op Rotterdam plaats.
Voor de Tweede Wereldoorlog had hij een indrukwekkende burgerlijke en militaire carrière in zowel Nederland als in Nederlands-Indië opgebouwd. 

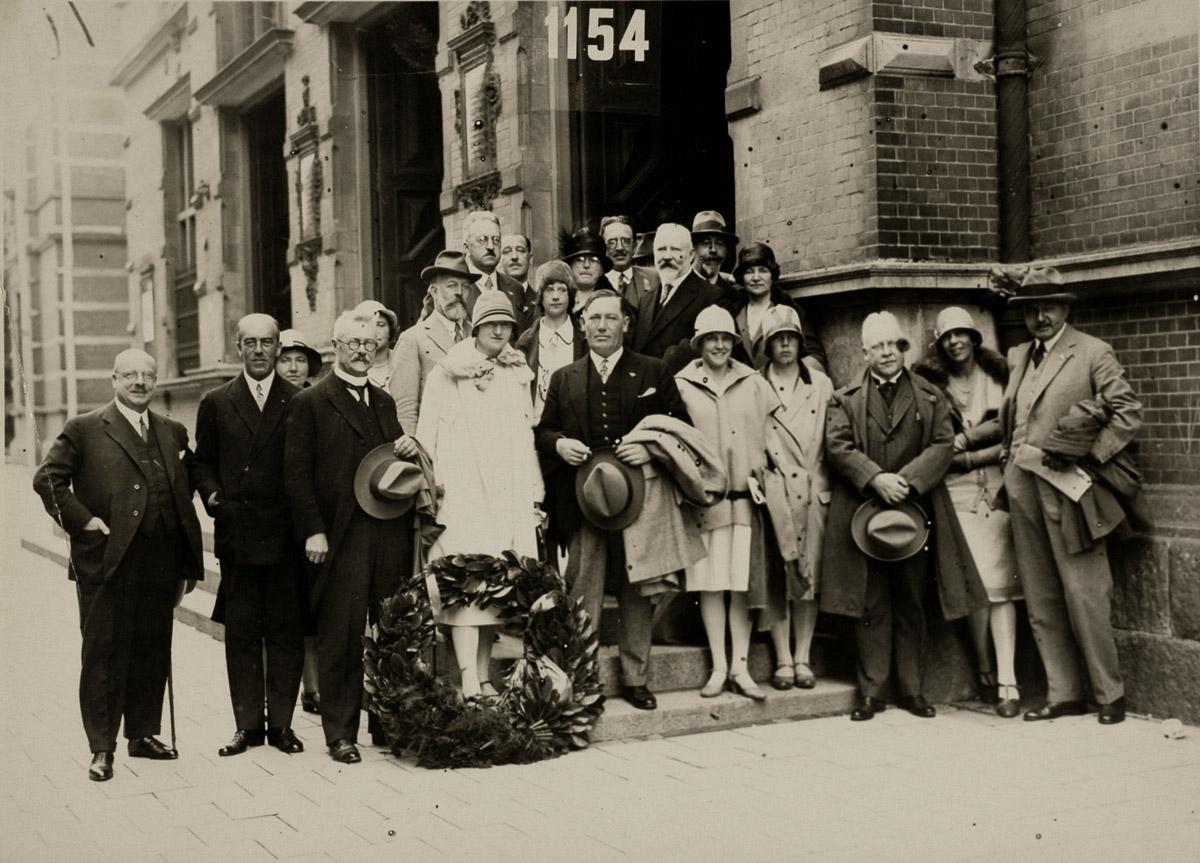
Majoor Pieter Scharroo (tweede van links) tijdens de huldiging van architect Jan Wils voor het Stedelijk Museum Amsterdam, 30 juli 1928.

 Hij was onder meer betrokken bij de bouw van het Amsterdamse Olympisch Stadion, medeorganisator van de Olympische Spelen van 1928 in Amsterdam en langdurig lid van het IOC.
Hij schreef o.m. De afsluiting en gedeeltelijke droogmaking van de Zuiderzee in haar beteekenis voor de landsverdediging (1917). Hij was na zijn pensionering in 1946 werkzaam als zelfstandig technisch adviseur in de bouw- en waterbouwkunde. Hij is begraven op  de begraafplaats Oud Eik en Duinen in Den Haag.
- Bibliothèque nationale de France: cb17070507c (data)
- Biografisch Portaal: 26495343
- Gemeinsame Normdatei: 1359901493
- International Standard Name Identifier: 0000 0000 2647 8767
- Library of Congress Control Number: n87869148
- Nederlandse Thesaurus van Auteursnamen: 074682857
- Système universitaire de documentation: 172584132
- Virtual International Authority File: 306175026
- WorldCat: E39PBJtX48kTGff9p46GFMvfv3